# 近藤敏信
近藤敏信（1969年9月14日—），日本男性插畫家、人物設計師、遊戲開發者。有限公司最前線工作室（日语：有限会社スタジオ最前線）代表董事社長。
他也是遊戲情報節目『GameCenter CX』的大粉絲，在他的代表作《海腹川背》被節目作介紹時經常畫該作品主角的插圖簽名作為回禮。

## 主要參加作品

### 遊戲
X68000
- 『Metal Site』

PC Engine、SUPER CD-ROM²
- 『路因 神的遺產』

超級任天堂
- 『海腹川背（日语：海腹川背）』

PlayStation
- 『海腹川背·旬（日语：海腹川背・旬）』
- 『海腹川背·旬 Second Edition 完全版（日语：海腹川背・旬#海腹川背・旬 〜セカンドエディション〜）』
- 『心動一百（日语：どきどきポヤッチオ）』

PlayStation Portable
- 『海腹川背Portable（日语：海腹川背Portable）』
- 『光明之心』

Game Boy Color專用
- 『機動戰艦 琉璃琉璃麻雀』
- 『新世紀福音戰士 麻雀補完計劃』

Game Boy Advance
- 『宇宙學園』

任天堂DS
- 『海腹川背·旬 Second Edition 完全版（日语：海腹川背・旬#海腹川背・旬 〜セカンドエディション〜完全版）』
- 『海格力斯的榮光 魂之證明』
- 『SIMPLE DS系列 Vol.43 THE！ ～DX騎士王～』（插圖）

任天堂3DS
- 『公主密碼』
- 『再會，海腹川背（日语：さよなら 海腹川背）』

Windows／Macintosh
- 『村[1]』

Windows
- 『海腹川背』
- 『空之色，水之色』（影片）

卡片遊戲
- 『水瓶戰記』

### 其它
小說
- 『出擊吧！貓耳戰車隊』（插圖）
- 『貓耳戰車隊，前往西方』（插圖）
- 『零式Star Panic』（插圖）
- 『闇色的戰天使』（插圖）

動畫
- 『蒼穹之戰神』（冒險王設計協力）

## 來源
1. ↑  出自『わいわいワイン村』公式官網 的存檔，存档日期2013-01-09.多次發表的登場角色 （日語）。

## 外部連結
- 迷羊亭 （页面存档备份，存于） （日語）－近藤敏信的官方個人網站。
- 最前線工作室 （页面存档备份，存于）官方網站 （日語）